# Mycerinus brevis
Mycerinus brevis är en skalbaggsart som först beskrevs av Aurivillius 1914.  Mycerinus brevis ingår i släktet Mycerinus och familjen långhorningar.
Artens utbredningsområde är Zimbabwe. Inga underarter finns listade i Catalogue of Life.